# Stanisław Piotrowski (1849–1919)
Stanisław Piotrowski (ur. 14 września 1849 w Warszawie, zm. 14 września 1919 tamże) – polski ekonomista, prawnik i socjolog.

## Życiorys
Ukończył prawo w Szkole Głównej Warszawskiej. W 1871 uzyskał na Uniwersytecie Warszawskim stopień kandydata praw, po czym pracował jako urzędnik w banku, a następnie jako księgowy w dyrekcji Kolei Nadwiślańskiej w Petersburgu. W latach 1878–1888 pracował jako naczelnik w warszawskim Wydziale Kontroli Rozchodów, w latach 1892–1896 jako dyrektor wystawy w Muzeum Przemysłu i Rolnictwa w Warszawie, a następnie jako kierownik warszawskiego biura towarzystwa ubezpieczeń Jakor, członek zarządów cukrowni Młodzieszyn i Krasiniec oraz warszawskiego towarzystwa akcyjnego Fluid.
Po 1888 podjął pracę naukową. W swoich oraz tłumaczonych przez siebie z innych języków pracach krytykował poglądy Karla Marxa. Interesowała go też polityka gospodarcza, a także problematyka socjologiczna.

## Twórczość
- „K. Marxa teorja wartości: studjum ekonomiczne” (1891)
- „Syndykaty przemysłowe: studjum ekonomiczne” (1893)
- „Wspólna własność ziemska w gminie wielkorosyjskiej: studyum ekonomiczno-społeczne” (1902)
- „Wywłaszczenie przedsiębiorcy” (1906)
- „Bezrobocie powszechne: studyum” (1906)
- „Strajk mularski i wartość pracy” (1906)
- „Dyktatura proletarjatu” (1907)
- „Praca i zarobki” (1914)
- „Szkice socjologiczne” (1930)